# Детлачки Евхологион
Детлачки Евхологион је српски средњовековни кодекс из манастира Преноса моштију Светог Николаја у Детлаку. Рукопис који се састоји из два дијела потиче из 16. и 17. вијека. Оригинал се чува у Патријаршијској библиотеци у Београду. Рукопис има 322 стране, формата је 145x105 милиметара, а село Детлак помиње се 1628. године на 286. страници.

## О рукопису
Писан је српскословенским језиком на предлошку штампаног Горажданског молитвеника из 1523. или Милешевског молитвеника из 1546. и припада постресавском периоду српске писмености. Ради се о два рукописа касније обједињена у једну књигу, од којих је један писан 1550-1560, а други 24. новембра 1628. године. Први је писала једна рука, данас још увијек непознатог писара. У писању другог учествовала су два лица, од којих је једно такође непознато, а друго је Захарије Возућанин, који је написао већи дио тога рукописа, дописао неколико недостајућих листова првог и заједно их спојио и увезао у јединствен конволут. О томе је оставио неуобичајено детаљан запис, који у транскрипцији гласи: "Ова књижица написана је и обновљена грешним рукама Захарија Возућанина, по налогу презвитера Милеша, у селу Детлаку, у вријеме када је српским престолом владао архиепископ Пајсије, а босански митрополит био Исаија, 24. 11. 1628. године". У дну листа, у полулуку, стоји и напомена: "Ова књижица презвитера Милеша на ријеци Укрини". Први помен ове рукописне књиге налазимо у студији "Нешто о Босни Дабарској и Дабробосанској епископији и о српским манастирима у Босни" Илариона Руварца, објављеној у Годишњици Николе Чупића 1878. године, гдје учени Руварац овај „молитавник", на који је наишао у Патријаршијској библиотеци у Карловцима, погрешно доводи у везу са манастиром у Возући.
Запис на њему у потпуности је објавио Љубомир Стојановић у другој књизи Старих српских записа и натписа 1902. године. Каснији аутори, позивајући се на Илариона Руварца и Љубомира Стојановића, помињу га у вези са претпоставком о постојању манастира Детлак. У том контексту, на њега је скренуо пажњу академик Станиша Тутњевић, који га је 2006. нашао у Библиотеци Српске патријаршије у Београду, након чега је рестаурисан и објављен као репринт-издање (2011).